# Strandängar vid Helge å
Strandängar vid Helge å este o arie protejată (arie specială de conservare — SAC, sit de importanță comunitară — SCI) din Suedia întinsă pe o suprafață de 14,4 ha, integral pe uscat.

## Localizare
Centrul sitului Strandängar vid Helge å este situat la coordonatele 56°30′13″N 13°54′24″E / 56.5036°N 13.9067°E.

## Înființare
Situl Strandängar vid Helge å a fost declarat sit de importanță comunitară în mai 2001 pentru a proteja 1 specie de animale. Situl a fost protejat și ca arie specială de conservare în martie 2011.

## Biodiversitate
Situată în ecoregiunea boreală, aria protejată conține 2 habitate naturale: Pajiști cu Molinia pe soluri calcaroase, turboase sau argilos-nămoloase (Molinion caeruleae), Pajiști uscate europene.
La baza desemnării sitului se află o specie protejată de  mamifere: vidră de râu (Lutra lutra).